# Pace (Familienname)
Pace ist ein italienischer und englischer Familienname.

## Namensträger
- Ada Pace (1924–2016), italienische Autorennfahrerin
- Alessandro Pace (1935–2025), italienischer Rechtswissenschaftler
- Anton Pace von Friedensberg (1851–1923), österreichischer Verwaltungsbeamter und Politiker
- Biagio Pace (1889–1955), italienischer Klassischer Archäologe
- Bruno Pace (* 1943), italienischer Fußballspieler und -trainer
- Camillo Pace (1862–1948), italienischer Theologe, Evangelist und Waisenhausleiter
- Carlo Pace (* 1978), luxemburgischer Fußballspieler
- Carlos Pace (1944–1977), brasilianischer Automobilrennfahrer
- Claudette Pace (* 1968), maltesische Sängerin, siehe Claudette Buttigieg
- Daniele Di Pace (* 1972), italienischer Basketballspieler
- Darrell Pace (* 1956), US-amerikanischer Bogenschütze
- Derek Pace (1932–1989), englischer Fußballspieler
- Domenico Pace (1924–2022), italienischer Fechter
- Dominic Pace (* 1975), US-amerikanischer Schauspieler
- Enrico Pace (* 1967), italienischer Pianist, Dirigent und Komponist
- Flavio Pace (* 1977), italienischer römisch-katholischer Geistlicher und Kurienerzbischof
- Francesca Pace (* 2005), italienische Tennisspielerin
- Franco Pace (* 1942), italienischer Fotograf
- Frank Pace junior (1912–1988), US-amerikanischer Regierungsbeamter
- Frans Pace (* 1962), maltesischer Sportschütze
- Gaetano Pace Forno (1809–1874), maltesischer Geistlicher, Bischof von Malta
- Georgie Pace (1915–1984), US-amerikanischer Boxer
- Giuseppe Pace (1890–1972), maltesischer römisch-katholischer Geistlicher, Bischof von Gozo
- Harry Pace (1884–1943), US-amerikanischer Aktivist, Musikverleger, Versicherungsmanager und Anwalt
- Héctor Pace (* 1944), argentinischer Boxer
- Ivan Pace Jr. (* 2000), US-amerikanischer American-Football-Spieler
- Jackson Pace (* 1999), US-amerikanischer Schauspieler
- Jamie Pace (* 1977), maltesischer Fußballspieler
- Jennifer Pace (* 1958), maltesische Leichtathletin
- Joseph Pace (* 1959), italienischer Maler, Bildhauer und Philosoph
- Juan Pablo Di Pace (* 1979), argentinischer Schauspieler
- Kate Pace (* 1969), kanadische Skirennläuferin
- Laurie Pace (* 1966), maltesische Judoka
- Lee Pace (* 1979), US-amerikanischer Schauspieler
- Lyndsay Pace (* 1990), maltesische Sängerin und Songwriterin
- Michael Rice (* 1997), britischer Sänger
- Michela Pace (* 2001), maltesische Sängerin
- Michele Pace (1625–1669), italienischer Maler
- Michele Di Pace (* 1960), italienischer Sprinter
- Noelle Pikus-Pace (* 1982), US-amerikanische Skeletonpilotin
- Norman Pace (Schauspieler) (Norman John Pace; * 1953), britischer Schauspieler, Komiker und Drehbuchautor
- Norman R. Pace (Norman Richard Pace; * 1942), US-amerikanischer Molekularbiologe und Ökologe
- Orlando Pace (* 1975), US-amerikanischer American-Football-Spieler
- Paolo Pace (1909–1980), maltesischer Politiker
- Peter Pace (* 1945), US-amerikanischer General
- Pietro Pace (1831–1914), maltesischer römisch-katholischer Geistlicher, Bischof von Gozo und Bischof von Malta
- Rachel Pace (* 1998), australische Leichtathletin
- Reuben Pace (* 1974), maltesischer Komponist
- Richard Pace (um 1482–1536), englischer Diplomat und Vertrauter des Heinrich VIII.
- Roberto Pace (1935–2017), italienischer Entomologe
- Stephen Pace (1891–1970), US-amerikanischer Politiker
- Steven Pace (* 1983), australischer Fußballspieler
- Thom Pace (* 1949), US-amerikanischer Country-Musiker
- Victor Pace (1907–2000), maltesischer Wasserballspieler und Sportfunktionär
- Vito Pace (* 1966), italienischer Bildhauer, Zeichner und Konzeptkünstler